# Teinobasis nigra
Teinobasis nigra – gatunek ważki z rodziny łątkowatych (Coenagrionidae).